# Franz Xaver Lettner
Franz Xaver Lettner (* 12. Januar 1760 in Pfaffenhofen an der Ilm; † 6. November 1839 in Vohburg an der Donau) war ein deutscher katholischer Pfarrer, Musiker und Komponist.

## Leben
Lettner wurde als Sohn des Mesners Johann Baptist Lettner (1730–1784) und dessen Frau Maria Catharina Schredinger, verw. Feldmayr, verw. Nellenbacher (1731/32–1819), geboren, ein Stiefbruder aus der ersten Ehe seiner Mutter war Georg Feldmayr (1756–1834). Als Knabe besuchte Lettner im regulierten Augustiner-Chorherrenstift Indersdorf bei Dachau das Klosterseminar, wo sein Onkel lehrte. Wegen seiner Sopranstimme wurde Lettner in München beim Adel vorgestellt und erhielt einen Freiplatz an der Domus Gregoriana, dem Internat des churfürstlichen Schulhauses in München (heute Wilhelmsgymnasium München). 1777 schloss er dort das Gymnasium ab und begann am angeschlossenen Lyzeum das obligatorische Grundstudium (= Philosophie), das er in Neuburg fortsetzte. Es folgte um 1780 ein Theologiestudium in Ingolstadt. Dort trat er als Violinspieler bei akademischen Konzerten auf und befreundete sich mit dem späteren Regensburger Bischof Johann Michael Sailer. Die Priesterweihe empfing er am 5. April 1783.
Zunächst wurde Lettner Kaplan in Aichach und später in seiner Heimatstadt Pfaffenhofen. Damit unterstand er dem Stift Scheyern, von dem er den Tischtitel hat. Als in Vohburg die Pfarrstelle frei wurde, wurde er vom Kloster einstimmig mit dieser Stelle betraut. Von 1356 bis zur Säkularisation 1803 war der Abt von Scheyern aus alten Verträgen heraus „Hauptpfarrer“ von Vohburg und hatte das Recht, einen Stellvertreter zu installieren. Als Pfarrer wurde er am 18. Februar 1790 investiert. Während dieser Zeit musizierte er, schrieb Kirchenmusik und, für die damalige Zeit fast noch ein Verstoß, zwei Messen in deutscher Sprache. Er bleibt Pfarrer in Vohburg, bis er 1835 resignierte. Auch danach blieb er bis zu seinem Tod 1839 Commorantpriester und freiresignierter Dechant und Jubelpriester.
1837 dichtete er die Verse:
Ich reiste nah und weit in meinem letzten Jahren,

jetzt in die Ewigkeit, das Wahre zu erfahren.

Ein stetes Reisen ist hier unser Erdenleben.

Wohin? weiß ich als Christ. Wohin? – in’s bessere Leben!

O Gott! führ mich dahin! Du bist mein Ziel und Ende,

wonach mit frommen Sinn ich längstens mich schon sehnte.

## Werke
Neben mehreren Schriften zur ökologischen Bewirtschaftung von Pfarrhöfen verfasste er hauptsächlich Kirchenmusik, darunter 1803, zwei deutsche Messen für vier Singstimmen, zwei Violinen, 2 Hörner ad libitum, Viola und Orgel nach dem Text von Franz Seraph Kohlbrenner.